# Бивио Кастели (Терамо)
Бивио Кастели (итал. Bivio Castelli) је насеље у Италији у округу Терамо, региону Абруцо.
Према процени из 2011. у насељу је живело 28 становника. Насеље се налази на надморској висини од 313 м.